# Eclecticus chungii
Eclecticus chungii är en orkidéart som beskrevs av P.O'byrne. Eclecticus chungii ingår i släktet Eclecticus och familjen orkidéer.
Artens utbredningsområde är Thailand. Inga underarter finns listade i Catalogue of Life.